# Шарль-Мішель Епе
Шарль-Мішель Епе́ (фр. Charles-Michel de L'Épée, 25 листопада 1712, Версаль, Франція — 23 грудня 1789, Париж) — французький сурдопедагог, ксьондз. У 1770 році відкрив у Парижі перше в світі училище (інститут) для глухих.

## Біографія
Народився у Версалі в заможній родині. Вчився на католицького священника, однак йому було відмовлено у висвяченні в сан через відмову ним засудити янсенізм. Після того він вивчав право, згодом був висвячений у сан, однак з забороною виконувати богослужіння.
Перебуваючи у нетрях Парижа, Епе одного разу побачив там двох молодих глухих сестер, що спілкувалися між собою з використанням жестової мови. Епе вирішив присвятити себе вихованню людей з обмеженими можливостями. У 1770 році він відкрив у Парижі перше в світі училище (інститут) для глухих (фр. Institut national des jeunes sourds), який існує досьогодні.
Епе ставив собі за мету давати глухим розумове й моральне виховання. Він розробив систему навчання (так званий мімічний метод), засновану на використанні жестикулярно-мімічної мови. У створеному Епе навчальному закладі, готували також вчителів. Мімічна система Епе застосовувалась у багатьох країнах. З кінця ХІХ століття в сурдопедагогіці досконалішою було визнано усну систему навчання глухих.